# توماس إي. كينيدي
توماس إي. كينيدي (بالدنماركية: Thomas E. Kennedy)‏‏ (9 مارس 1944 - ) محرر، ومؤلف، ووسيط لغوي، وناقد أدبي، وصحفي، وروائي، ومترجم من الدنمارك.